# José Renato Campos Monteiro
José Renato Campos Monteiro é o Curador Nacional da mostra VerCiência, da qual foi um dos criadores em 1994.
Nasceu em Fortaleza, em 1946. É graduado em Psicologia Social pelo Instituto de Psicologia da Universidade Federal do Rio de Janeiro (1970) e pós-graduado em Psicologia da Comunicação pela Fundação Getúlio Vargas (1974). 
Foi um dos criadores, em 1984, do premiado internacionalmente Globo Ciência, programa de TV pioneiro em divulgação científica no Brasil, transmitido pela Rede Globo de Televisão até 2014, quando foi substituído pelo programa Como Será?.